# Joshua Abraham Hassan

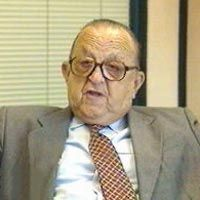
Sir Joshua Abraham Hassan

Sir Joshua Abraham Hassan, GBE, KCMG, LVO, QC (geb. 21. August 1915 auf Gibraltar; gest. 1. Juli 1997 ebenda), Spitzname Salvador, war ein gibraltischer Politiker. Er war erster Bürgermeister (1955–1969, eigentlich seit 1945) und erster Chief Minister von Gibraltar.
Im Verlaufe von fünf Amtsperioden (1964–1969 und 1972–1987) bekleidete er 20 Jahre lang das Amt des Chief Ministers. Dabei war er engagierter Bürgerrechtler, Berater der britischen Königin und hauptverantwortlich für die Herausbildung selbständiger Verwaltungsstrukturen.
Er stammte aus einer alten sephardischen Familie, die ursprünglich in Marokko und auf Menorca lebte.
Joshua Hassan war zwei Mal verheiratet. Aus den Ehen gingen vier Töchter hervor.
Sein Neffe, Solomon Levy, war Bürgermeister Gibraltars von 2008 bis 2009.
Mit der Wahl der Tochter Hassans, Fleur Hassan-Nahoum, im Jahr 2024 zur Generalsekretärin des Weltverbandes der Vereinigten Zionisten (World Confederation of United Zionists, Teil der Kol-Israel-Fraktion) wird erstmals eine Frau dieses Amt bekleiden. 